# 井関駅
井関駅（いせぎえき）は、三重県津市一志町井関にある、東海旅客鉄道（JR東海）名松線の駅である。

## 歴史
- 1930年（昭和5年）3月30日：鉄道省名松線権現前駅 - 当駅間延伸時に終着駅として開設[1][2]。一般駅[2]。
- 1931年（昭和6年）9月11日：名松線当駅 - 家城駅間延伸、途中駅となる。
- 1965年（昭和40年）10月1日：貨物・荷物扱い廃止[2]。
- 1987年（昭和62年）4月1日：国鉄分割民営化に伴い、JR東海の駅となる[1][2]。

## 駅構造
線路南側に単式ホーム1面1線を有する地上駅。
松阪駅管理の無人駅。待合所がホーム伊勢奥津寄りに設置されている。以前は駅舎と交換設備、及び駅舎左手に貨物側線を2本有していたが、無人化後にいずれも撤去され現在に至る。

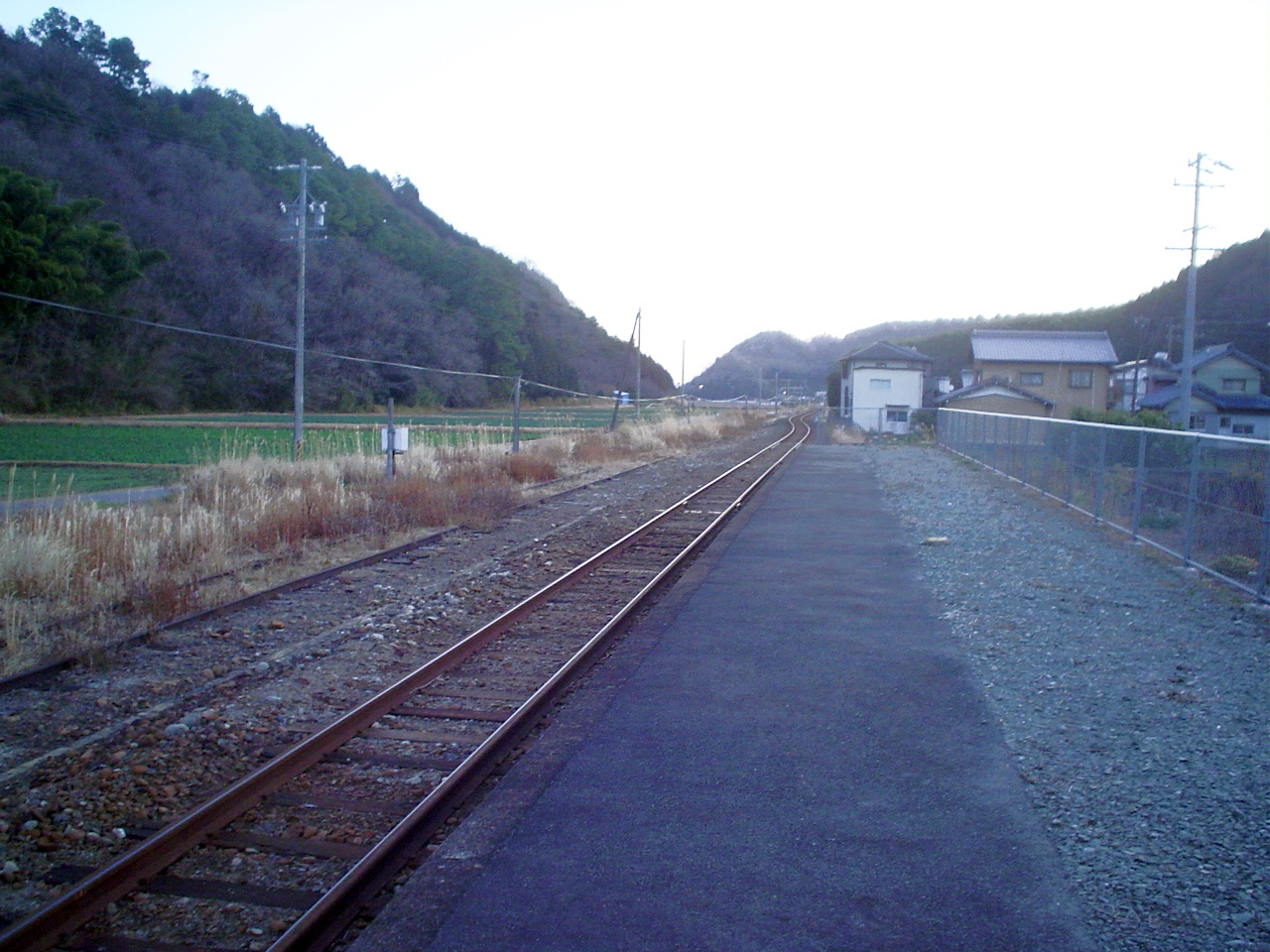
ホーム（2009年2月）

## 利用状況
「三重県統計書」によると、近年の1日平均乗車人員の推移は以下の通り。
| 年度   | 1日平均 乗車人員 |
| ------ | ---------------- |
| 1998年 | 8                |
| 1999年 | 8                |
| 2000年 | 7                |
| 2001年 | 6                |
| 2002年 | 6                |
| 2003年 | 6                |
| 2004年 | 3                |
| 2005年 | 3                |
| 2006年 | 4                |
| 2007年 | 4                |
| 2008年 | 3                |
| 2009年 | 2                |
| 2010年 | 2                |
| 2011年 | 1                |
| 2012年 | 4                |
| 2013年 | 2                |
| 2014年 | 3                |
| 2015年 | 3                |
| 2016年 | 3                |
| 2017年 | 2                |
| 2018年 | 1                |
| 2019年 | 1                |

山間部に位置し、近くに運転本数の多い近鉄大阪線も通っている事から、三重県内の常設駅の中では最も利用者が少ない。

## 駅周辺
駅周囲には蜜柑園が広がっている。
- おやつカンパニー井関工場
- 近鉄大阪線 伊勢石橋駅：北へ2.3km、徒歩30分程度。

## バス路線
- 三重交通
  - 11系統 三重中央医療センター（久居駅経由）
  - 11系統 久居駅
  - 11系統 室の口

## 隣の駅
東海旅客鉄道（JR東海）
■名松線
一志駅 - 井関駅 - 伊勢大井駅